# Panochthus
Panochthus (лат. , от др.-греч. παν- +ὄχθος «совершеннейший холм») — род гигантских ископаемых броненосцев из подсемейства Glyptodontinae, обитавших в плиоцене — голоцене (3,6—0,01 млн лет назад) на территории современных Аргентины, Боливии, Бразилии, Парагвая и Уругвая. Самый многочисленный, по видовому разнообразию, род из Glyptodontinae. Вымерли между 12 и 5 тыс. лет назад.
Длина тела этих зверей достигала 3 м, а вес 1500 кг, некоторые виды могли достигать веса до 2300 кг. Тело и верхняя сторона черепа были защищены полусферической бронёй, состоящей из множества мелких пластинок. Хвост, короткий и клиновидный, имел костные пластины с небольшими шипами, использовавшимися для обороны.

## Классификация
На 2016 г. род включает 10 видов:
- Panochthus bullifer Burmeister, 1872
- Panochthus greslebini Castellanos, 1941
- Panochthus jaguaribensis Moreira (1965)
- Panochthus hipsilis  Zurita et al. (2017)
- Panochthus frenzelianus Ameghino (1889)
- Panochthus intermedius Lydekker, 1894
- Panochthus subintermedius Castellanos, 1933
- Panochthus trouessarti Moreno, 1888
- Panochthus tuberculatus (Owen, 1845) [syn. Glyptodon tuberculatus Owen, 1845]
- Panochthus rusconii Castellanos 1942